# Hannelore Zober
Hannelore Zober, född den 6 november 1948 i Leipzig, Tyskland, är en östtysk före detta handbollsmålvakt.  Hon blev världsmästare med Östtyskland 1971, 1975 och 1978.

## Klubbhandboll
Hannelore Zober spelade som målvakt för SC Leipzig. Under sin aktiva tid och blev hon DDR-mästare 10 gånger med klubben. Hon vann även Europacupen med SC Leipzig 1966 och 1974. 

## Landslagshandboll
Från mitten av sextiotalet till 1980 spelade hon 168 landskamper för Östtysklands damlandslag i handboll. Hon blev världsmästare med laget tre gånger åren 1971, 1975 och 1978. Hon vann OS-silver i damernas turnering i samband med de olympiska handbollstävlingarna 1976 i Montréal. Hon vann sedan OS-brons i damernas turnering i samband med de olympiska handbollstävlingarna 1980 i Moskva.
1976 och 1979 tilldelades hon Fäderneslandets förtjänstorden i brons för sina framgångar.